# Campeonato Europeo de Patinaje Artístico sobre Hielo de 1914
El XIX Campeonato Europeo de Patinaje Artístico sobre Hielo se realizó en Viena (Austria-Hungría) en enero de 1914. Fue organizado por la Unión Internacional de Patinaje sobre Hielo (ISU) y la Federación Austrohúngara de Patinaje sobre Hielo.

## Resultados
| Puesto | Nombre        | País              |
| ------ | ------------- | ----------------- |
| Oro    | Fritz Kachler | Imperio austríaco |
| Plata  | Andreas Krogh | Noruega           |
| Bronce | Willy Böckl   | Imperio austríaco |

## Medallero
| Núm. | País              | Oro | Plata | Bronce | Total |
| ---- | ----------------- | --- | ----- | ------ | ----- |
| 1    | Imperio austríaco | 1   | 0     | 1      | 2     |
| 2    | Noruega           | 0   | 1     | 0      | 1     |
|      | TOTAL             | 1   | 1     | 1      | 3     |